# Бік'я
Бік'я (фуру) — є бантоїдною мовою, якою говорили в Камеруні (нині республіка Камерун). Нині ця мова вимерла. Мова бік'я більш відома по роботі англійського лінгвіста Девіда Долбі. Цю роботу він написав за допомогою 87-річної африканської жінки, яка була останнім носієм цієї мови. Всі записи показують, що ця жінка була повноцінним носієм мови.